# Run Run Shaw
Shaw Ren Leng, meglio conosciuto come Sir Run Run Shaw (Ningbo, 19 novembre 1907 – Hong Kong, 7 gennaio 2014), è stato un imprenditore e filantropo cinese naturalizzato hongkonghese, magnate dell'industria cinematografica e televisiva asiatica.

## Biografia
Nasce nella regione cinese di Zhejiang, ed è il più giovane dei sei figli di Shaw Yuh Hsuen (1867-1920), mercante tessile di Shanghai. Frequenta una scuola americana, e all'età di 19 anni si trasferisce col suo terzo fratello maggiore Run Me Shaw a Singapore per iniziare l'attività nel mercato cinematografico e fondare la Shaw Organisation. Svilupperà un profondo interesse nell'industria cinematografica, che lo spingerà a fondare, col fratello Run Me, la casa di produzione South Sea Film nel 1930, che più tardi diventerà lo Shaw Studio.
Nel 1967 lancia la TVB (Television Broadcasts Ltd.) a Hong Kong, che crescerà fino a diventare un impero televisivo multi-miliardario, classificandosi tra le prime cinque case di produzione televisive del mondo. Nel 1974 viene nominato "Commendatore dell'Ordine dell'Impero Britannico" dal Most Excellent Order of the British Empire, un ordine di cavalleria britannico. Nel 1977 riceve il titolo di Cavaliere, e nel 1998 la Grand Bauhinia Medal dall'Hong Kong Special Administration Government. Run Run Shaw diventa Sir Run Run Shaw.
Nel 1987, la sua prima moglie Wong Mei Chun muore all'età di 85 anni, e la Shaw Studios cesserà le produzioni. Nel 1997, Shaw si risposa con Mona Fong, che nel 2000 è nominata vicepresidente della TVB. Lo stesso anno, Shaw, tramite la sua società Shaw Brothers Limited, vende tutto il repertorio unico di 760 titoli alla Celestial Pictures. Il suo nome è accreditato anche in produzioni occidentali, una tra tutte il cult movie di fantascienza Blade Runner (1982), in associazione con The Ladd Company.
Gli Shaw Studios, mostrando perseveranza, entreranno in una nuova era grazie a un cospicuo investimento di 180 milioni di dollari nel progetto Hong Kong Movie City, un avveniristico e completamente indipendente studio di produzione che copre 102.000 m², che rappresenta un enorme passo avanti per l'intera industria cinematografica cinese. È scomparso nel 2014 all'età di 106 anni.

## Altri interessi e filantropia
Sir Run Run Shaw è stato anche un noto investitore nel settore immobiliare mondiale. Un esempio di questo suo interesse parallelo è il Shaw Tower di Vancouver, Canada, un lussuoso grattacielo di ventitré piani. Oltre a questo, Shaw è anche un grande donatore in beneficenza. Le cifre parlano di miliardi di dollari donati a istituti di carità, ospedali e scuole. Molti edifici di Hong Kong portano targhe col suo nome, a testimonianza delle sue generose donazioni, e una delle sedi della Chinese University è a lui titolata. Nel 2008 ha donato 100 milioni di dollari Hong Kong (circa 10 milioni di euro) per gli aiuti dopo il terremoto del Sichuan.

## Premio Shaw
Shaw ha istituito un premio internazionale, il Premio Shaw, per gli scienziati di tre studi di ricerca, ovvero astronomia, matematica e scienza medica. Il premio equivale a un milione di dollari, ed è stato ribattezzato dalla stampa "il premio Nobel orientale". Il primo premio è stato vinto nel 2004.

## Filmografia parziale

### Produttore
- L'imperatrice Yang Kwei-fei (Yôkihi), regia di Kenji Mizoguchi (1955)
- Le implacabili lame di rondine d'oro (Da zui xia), regia di King Hu (1966)
- Campane a morto per la vendetta di Chang Fu (Duo hun ling), regia di Feng Yueh (1968)
- I 12 medaglioni (Shi er jin pai), regia di Kang Cheng (1970)
- I 13 figli del drago verde (Shi san tai bao), regia di Cheh Chang (1970)
- Massacro di uomini violenti (Quan ji), regia di Cheh Chang (1971)
- Cinque dita di violenza (Tian xia di yi quan), regia di Chang-Hwa Jeong (1972)
- I kamikaze del karate (Chou lian huan), regia di Cheh Chang e Hsueh Li Pao (1972)
- Le sette anime del drago (Shui hu zhuan), regia di Cheh Chang, Hsueh Li Pao e Ma Wu (1972)
- Le 14 amazzoni (Shi si nu ying hao), regia di Kang Cheng e Shao-Yung Tung (1972)
- Il killer dagli occhi a mandorla (Da sha shou), regia di Yuen Chor (1972)
- Storia segreta di un lager femminile (Nu ji zhong ying), regia di Chih-Hung Kuei (1973)
- Là dove non batte il sole (El kárate, el Colt y el impostor), regia di Antonio Margheriti (1974)
- La leggenda dei 7 vampiri d'oro (The Legend of the 7 Golden Vampires), regia di Roy Ward Baker e Cheh Chang (1974)
- Il padrino di Chinatown (Tang ren jie xiao zi), regia di Cheh Chang (1977)
- Gli implacabili colossi del karate (Leng xue shi san ying), regia di Chung Sun (1978)
- La 36a camera dello Shaolin (Shao Lin san shi liu fang), regia di Chia-Liang Liu (1978)
- Bruce Lee il colpo che frantuma (Feng hou), regia di Chia-Liang Liu (1979)
- Bruce Lee - Lotta di titani (Tong San ng foo), regia di Mar Lo (1979)
- Spiaggia di sangue (Blood Beach), regia di Jeffrey Bloom (1980)
- Blade Runner (Blade Runner), regia di Ridley Scott (1982), non accreditato
- I discepoli della 36ª camera (Pi li shi jie), regia di Chia-Liang Liu (1985)

### Altre collaborazioni
- La leggenda dei 7 vampiri d'oro (The Legend of the 7 Golden Vampires), regia di Roy Ward Baker e Cheh Chang (1974)
- Inseminoid - Un tempo nel futuro (Inseminoid), regia di Norman J. Warren (1978)
- Blade Runner (Blade Runner), regia di Ridley Scott (1982)

### Regista
- XiangxialaoTan Qinjia (1936)